# Coulgens
Coulgens (okzitanisch Colgent) ist ein Ort und eine Gemeinde mit 557 Einwohnern (Stand 1. Januar 2022) im westfranzösischen Département Charente in der Region Nouvelle-Aquitaine. Die Gemeinde besteht aus mehreren Weilern (hameaux) und Einzelgehöften.

## Lage
Der Ort Coulgens liegt etwa 500 m südlich des Flusses Tardoire in der alten Kulturlandschaft des Angoumois in einer Höhe von etwa 80 m ü. d. M. und ist etwa 24 km (Fahrtstrecke) in nordöstlicher Richtung von der Stadt Angoulême entfernt.

## Bevölkerungsentwicklung
| Jahr      | 1800 | 1851 | 1901 | 1954 | 1999 | 2013 |
| Einwohner | 762  | 844  | 529  | 394  | 382  | 515  |

Der Bevölkerungsrückgang im ausgehenden 19. und in der ersten Hälfte des 20. Jahrhunderts ist in der Hauptsache auf den Verlust an Arbeitsplätzen infolge der Reblauskrise und der zunehmenden Mechanisierung der Landwirtschaft zurückzuführen. Der seit der Jahrtausendwende festzustellende leichte Bevölkerungszuwachs hängt dagegen im Wesentlichen mit der Nähe zur Stadt Angoulême und den auf dem Lande deutlich niedrigeren Immobilienpreisen zusammen.

## Wirtschaft
Lebten die Bewohner des Ortes jahrhundertelang von den Erträgen ihrer Felder und Gärten, so wurde im ausgehenden Mittelalter und in der frühen Neuzeit der Weinbau vorangetrieben, der – nach der Reblauskrise im ausgehenden 19. und beginnenden 20. Jahrhundert – jedoch nicht wieder seine alte Bedeutung erreichte. Eine nicht unbedeutende Rolle für das Wirtschaftsleben der Gemeinde spielt auch der Tourismus in Form der Vermietung von Ferienwohnungen (gîtes).

## Geschichte
Coulgens liegt am Schnittpunkt zweier ehemaliger Römerstraßen – der Via Agrippa von Saintes (Mediolanum Santonum) nach Lyon (Lugdunum) einerseits und der Straße von Angoulême (Ecolisma) nach Bourges (Avaricum) via Argenton-sur-Creuse andererseits.
Im Mittelalter lag der Ort an einer Nebenstrecke des Jakobswegs (Via Turonensis). Die Grafen von Angoulême bauten den Ort für ihre strategischen Ziele aus. Über Zerstörungen während des Hundertjährigen Krieges (1337–1453) und der Hugenottenkriege (1562–1598) ist nichts bekannt.

## Sehenswürdigkeiten

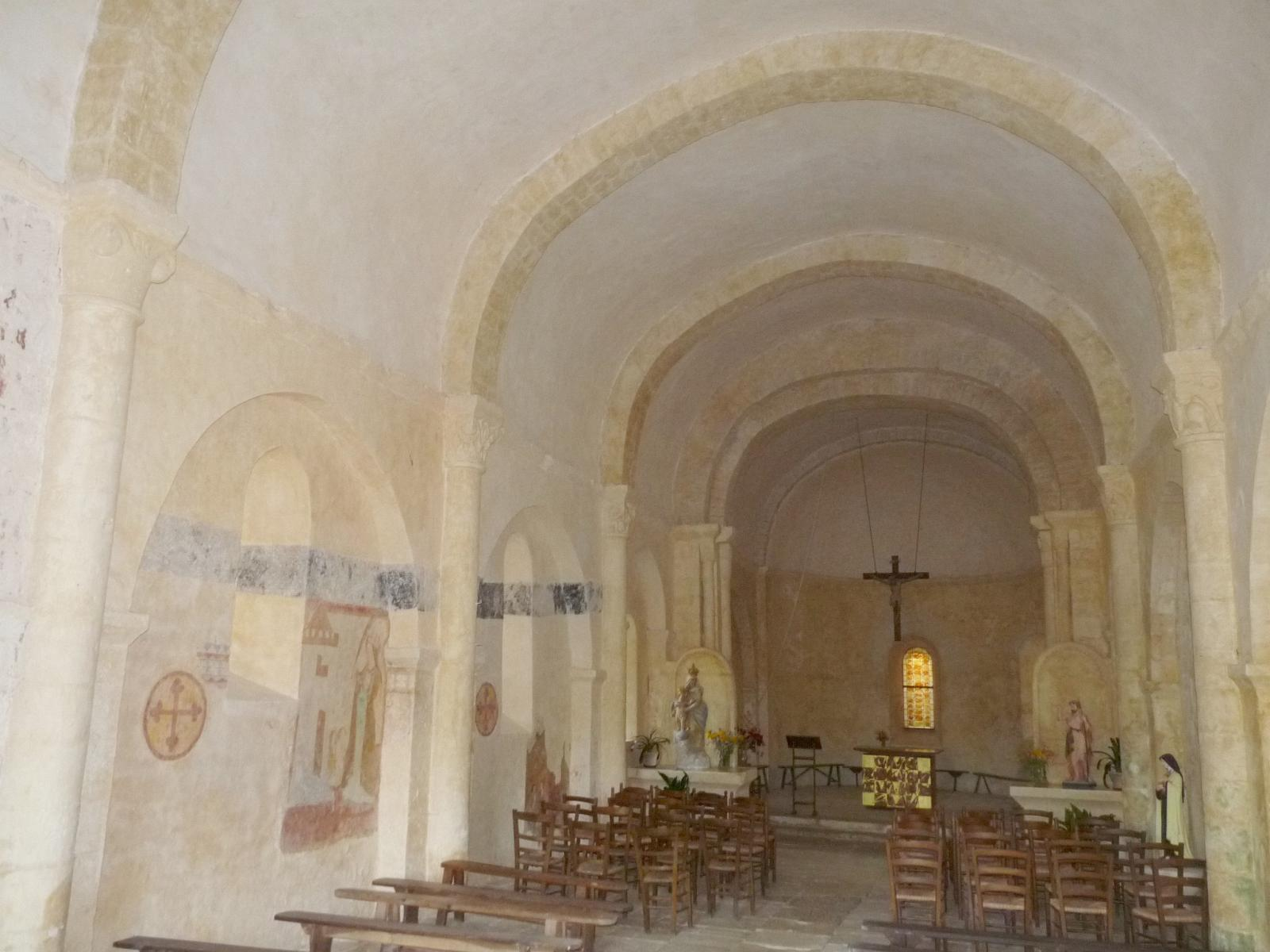
Kirche Saint-Jean-Baptiste

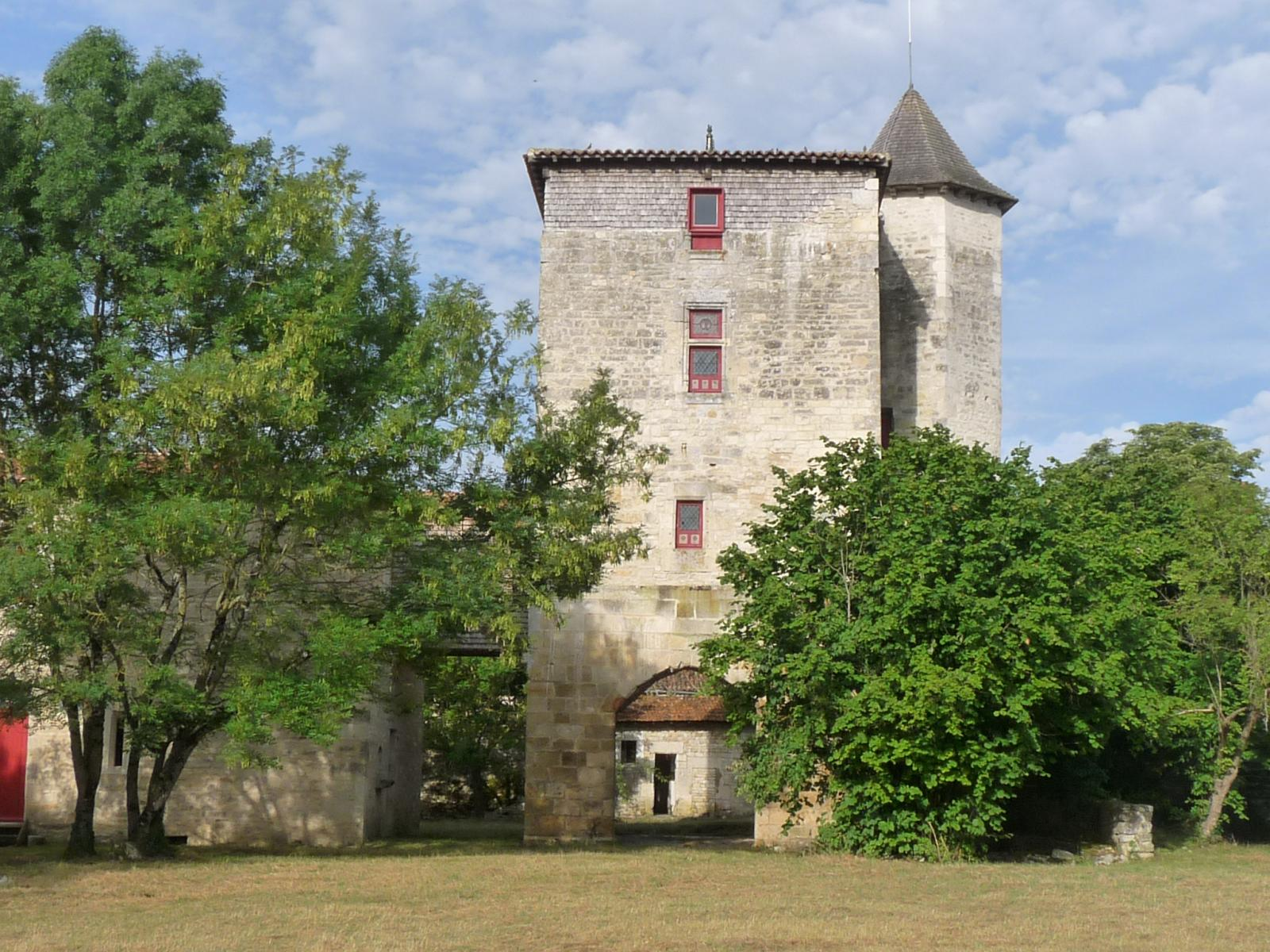
Logis de Sigogne

- Die ehemalige Prioratskirche und heutige Pfarrkirche Saint-Jean-Baptiste ist ein von einem hohen Vierungsturm überragter Bau aus dem 11. und 12. Jahrhundert mit einer weitgehend schmucklosen und aus grob behauenen Steinen gemauerten Apsis. Diese ist durch einfache Strebepfeiler gegliedert und schließt nach oben in einem Konsolenfries mit Tierköpfen ab. Über dem einfachen Archivoltenportal der Westfassade wiederholt sich das Tierkopfmotiv. Das gedrungen wirkende Kirchenschiff wird von einem Tonnengewölbe mit Gurtbogen als Unterzügen überspannt; die Apsis mit ihrer Kalottenwölbung ist ungegliedert. An der nördlichen Seitenwand sind noch die Reste eines im 15. oder 16. Jahrhundert aufgemalten dunklen Trauer- oder Gedenkbandes (litre funéraire) zu erkennen; darunter befindet sich ein Fresko der hl. Barbara. Der Kirchenbau ist seit dem Jahr 1955 als Monument historique anerkannt.[2]

außerhalb
- Das hochaufragende Logis de Sigogne war der Sitz eines Landadeligen oder Gutsherrn und befindet sich im etwa zwei Kilometer nordwestlich gelegenen Weiler Sigogne (45° 49′ 37″ N, 0° 16′ 14″ W). Der Bau stammt aus dem 13. bis 15. Jahrhundert und besteht aus einem Wohnturm (donjon) mit anschließendem Treppenturm auf sechseckigem Grundriss; der ehemals vorhandene Wohntrakt (corps de logis) ist verschwunden. Das im Privatbesitz befindliche Gebäude ist seit dem Jahr 1986 als Monument historique anerkannt.[3]